# مالكوم ماكدونالد (لاعب كرة قاعدة)
مالكوم ماكدونالد (بالإنجليزية: Jim McDonald)‏ هو لاعب كرة قاعدة أمريكي، ولد في 1872 في فيلادلفيا في الولايات المتحدة، وتوفي في 2 يونيو 1946 في أوشن غاتي في الولايات المتحدة.

## وصلات خارجية
- مالكوم ماكدونالد على موقعبيزبول رفرنس.كوم (الدوري الرئيسي) (الإنجليزية)
- مالكوم ماكدونالد على موقعبيزبول رفرنس.كوم (الدوري الثانوي) (الإنجليزية)